# جورج ان. بریگز
جورج نیکسون بریگز (George Nixon Briggs)‏ (۱۲ آوریل ۱۷۹۶–۱۲ سپتامبر ۱۸۶۱)، حقوقدان و سیاستمدار آمریکائی ایالت ماساچوست بود. بریگز که از حزب ویگ بود، دوازده سال در مجلس نمایندگان ایالات متحده خدمت نمود و از سال ۱۸۴۴ تا سال ۱۸۵۱ هفت دورهٔ یک‌ساله فرماندار ماساچوست بود.
بریگز که در مناطق روستائی بالاایالت نیویورک بزرگ شده بود، در غرب ماساچوست حقوق خواند و در آنجا فعالیت‌های مدنی و وکالت موفق وی مقدم بر فعالیت‌های سیاسی در تمامی ایالت بود. در سال ۱۸۳۰ در کنگره انتخاب شد و در این مجلس از برنامهٔ کاری محافظه‌کارانهٔ حزب ویگ حمایت کرد و در کمیتهٔ ادارهٔ پُستی و راه پُستی خدمت کرد. همچنین از حامیان منع نوشابه‌های الکلی بود و از هرگونه مصرف الکل خودداری می‌کرد.
به‌عنوان بخشی از تلاش حزب ویگ برای کسب آرای روستائی، بریگز در سال ۱۸۴۳ توسط ویگ‌ها کاندیدا شد تا در برابر مارکوس مورتان، فرماندار دموکرات، به رقابت بپردازد و الی سال ۱۸۴۹ به سادگی برنده انتخابات شد. با وجودی‌که در تلاش اجتناب از موضوع متنازع‌فیه برده‌داری بود، اما علیه سیاست کارولینای جنوبی که به زندانی سازی آمریکائی‌های آفریقایی‌تبار اجازه می‌داد، اعتراض نمود. بریگز طرفدار مجازات اعدام بود، از همه مهم‌تر این‌که با تبدیل حکم اعدام جان وایت وبستر به دلیل قتل جورج پارکمن، مخالفت نمود. بریگز در اثر یک حادثهٔ تصادفی تیراندازی در خانه‌اش در پیتزفیلد ایالت ماساچوست، در گذشت.

## اوایل زندگی و تحصیلات

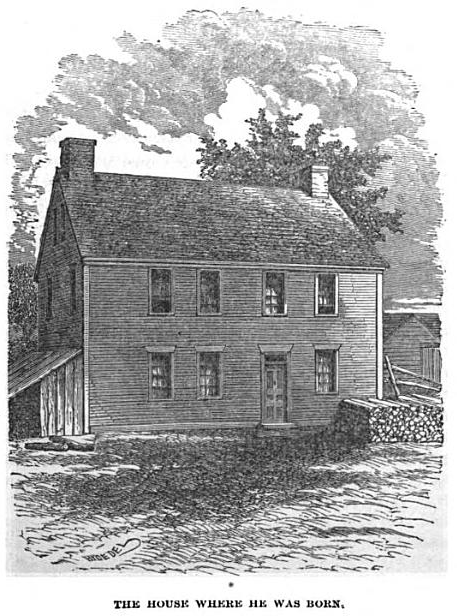
منزل محل زندگی جورج نیکسون بریگز

جورج نیکسون بریگز در ۱۲ آوریل سال ۱۷۹۶ در شهر آدامز ایالات ماساچوست متولد شد. بریگز یازدهمین فرزند از جمله دوازده فرزند الن بریگز، نعل‌ساز ساکن اصیل کرانستون رود آیسلند و نانسی (بروان) بریگز از اقوام اوگنو یا پروتستان‌های فرانسه، بود. زمانی‌که بریگز هفت ساله بود، والدینش خانواده را با منچستر ورمانت و دو سال بعد به وایت گریک ایالت نیویورک، انتقال داد. این خانواده مذهبی بودند: پدرش باپتیست یا تعمیددهنده و مادرش عضو فرقهٔ کویکر بود و از کتاب مقدس انجیل برای فرزندان‌شان آموزش می‌دادند.
بریگز در ۱۴ سالگی در جریان نهضت بیداری بزرگ دوم که مشخصاً در ایالت نیویورک نیرومند بود، دستخوش تجربهٔ تغییر عقیده شد و به عقیده تعمیدی گروید. به گفتهٔ هیلند هال، شخصی که در آن‌زمان با بریگز آشنائی حاصل کرد و دوست و همکار سیاسی دائمی بریگز شد، بریگز در جلسات احیای مجموعه تجربیات خود، صبحت کرد و تمجید تحسین‌آمیز جمعیت مردم را جلب نمود. عقیده وی بیانگر رفتار شخصی او است: به آرمان‌های مذهبی خود متعهد بود، به‌طور مثال، به جلسات کنگره که الی روز یک‌شبنه ادامه پیدا می‌کرد، اعتراض نمود و از مصرف الکل خودداری نمود.
بریگز هر از گاهی به مدارس دولتی در وایت گریک می‌رفت و مدت سه سال در کلاه‌دوزی کوارکر شاگردی نمود. با حمایت برادران بزرگش در سال ۱۸۲۳ در شهر پیتزفیلد و للینزبورو، به تحصیل در رشتهٔ حقوق آغاز نمود و در سال ۱۸۱۸ در کانون وکلای ایالت ماساچوست پذیرفته شد. ابتدا در آدامز وکالت را آغاز افتتاح نمود و در سال ۱۸۲۳ آن را به للینزبورو و در سال ۱۸۴۲ به پیتزفیلد، انتقال داد. با آن‌که به گفتن داستان در محیط‌های کمتر رسمی علاقه‌مند بود، اما کارهای محاکمه وی در مقایسه با کار معاصر، واضح، خلص و روشنمد شناخته شده‌است.
بریگز در سال ۱۸۱۷ به ایجاد کلیسای باپتیست یا تعمیددهنده در للینزبورو کمک کرد؛ در میان جمعیت حاضر در کلیسا با هریت هال ملاقات نمود شخصی که در سال ۱۸۱۸ با او ازدواج نمود؛ هریت، جورج و هنری، فرزندان آن‌ها بودند. از بریگز همچنین خواسته شد تا چهار فرزند یتیم برادرش رفوز، یکی از جمله برادرانش که در آموزش حقوق از بریگز حمایت نموده بود، را بزرگ نماید. بوفوز در سال ۱۸۱۶ فوت نمود و مدت کوتاهی پس از وی، خانمش نیز درگذشت.
مشارکت بریگز در زندگی مدنی در سطح محلی آغاز گردید. از سال ۱۸۲۴ تا سال ۱۸۳۱، مأمور ثبت اسناد ناحیه شمالی شهرستان برکشیر ایالت ماساچوست بود. در سال ۱۸۲۴ کاتب شهرداری انتخاب شد و در سال ۱۸۲۶ رئیس هیئت کمیسیون بزرگراه‌ها گماشته شد. علاقهٔ وی به سیاست در اثر آشنایی با هنری شو که از سال ۱۸۱۷ تا سال ۱۸۲۱ در مجلس نمایندگان ایالات متحده خدمت کرد، ناشی شد.
پروندهٔ کیفیری که در سال ۱۸۲۶ مورد دادرسی قرار گفت، بریگز را بیشتر مورد توجه قرار داد. یک سرخ‌پوست اوندایی ساکن استوک‌بریچ متهم به قتل شده بود. دادگاه بریگز را برای دفاع از وی تعیین نمود؛ بریگز که از طریق شواهد بر بی‌گناهی این شخص متقاعد شده بود، موضوعی را که توسط یکی از معاصرانش به‌نام «فصاحت یا شیوایی هیئت قضائی» توصیف شده بود، مطرح کرد. متأسفانه هیئت قضائی با دلایل بریگز مخالفت نمود و شخص مذکور را به اعدام محکوم کرد. در سال ۱۸۳۰ قاتل اصلی به ارتکاب جرم اعتراف نمود.

## مجلس نمایندگان ایالات متحده

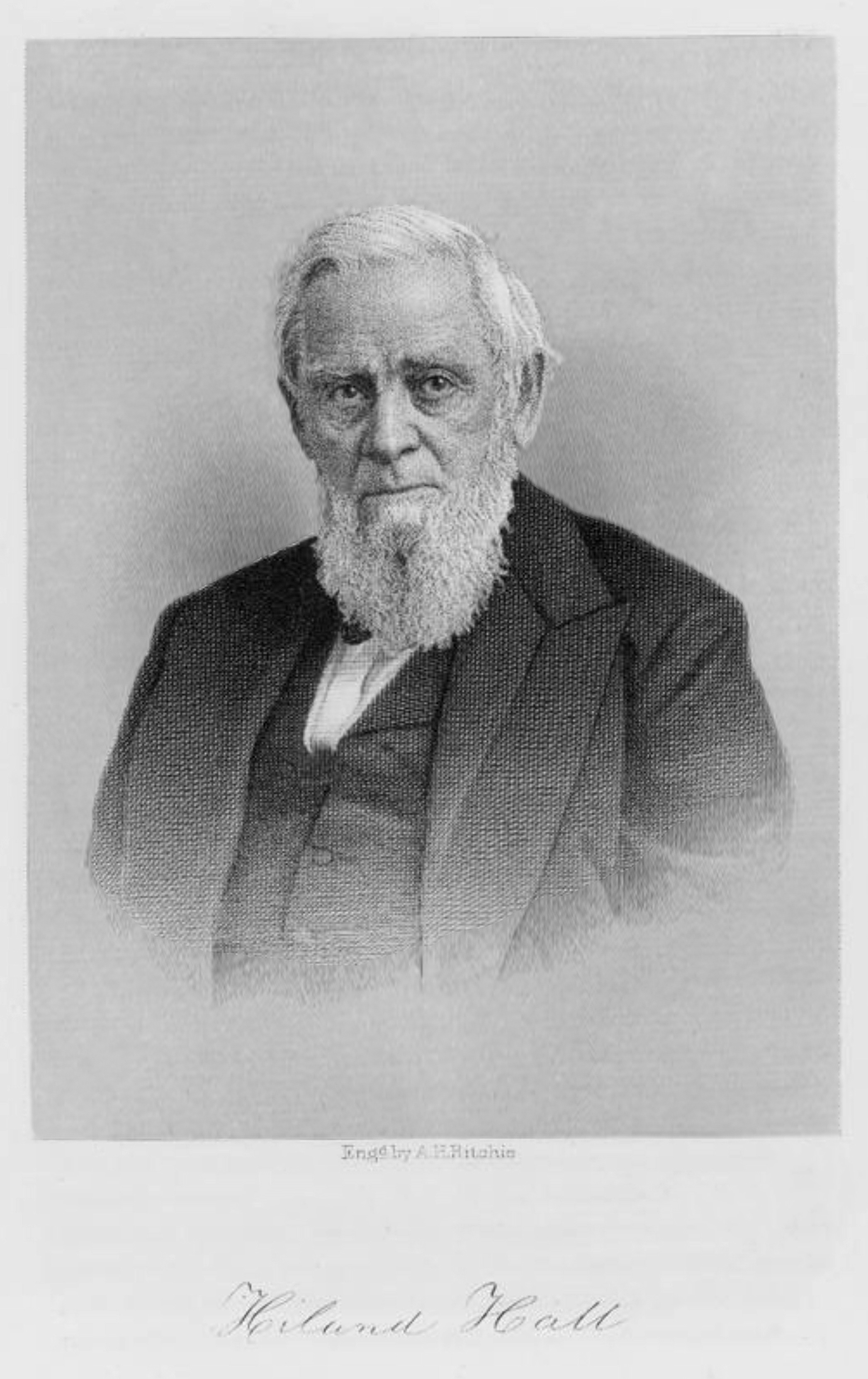
جورج.

با وجود افزایش شهرت، بریگز در اوایل واجد شرایط وظایف دولتی نبود، زیرا دارایی نداشت. در سال ۱۸۳۰ تصمیم گرفت برای عضویت در کنگره که الزامیت داشتن دارایی در آن شرط نبود، کاندیدا شود. بریگز به‌عنوان ضد جکسونی از طریق کنگره بیست و چهارم در کنگره بیست و دوم و به عنوان ویگ از طریق کنگره بیست و هفتم به کنگره بیست و پنجم انتخاب شد و از ۴ مارس سال ۱۸۳۱ تا ۳ مارس سال ۱۸۴۳ خدمت کرد. از کاندیداتوری برای انتخاب مجدد در سال ۱۸۴۲ خودداری نمود.
بریگز در سال‌های اخیر به «ویگ پنبه‌ای» مشهور شد. وی طرفدار وضع تعرفه‌های حمایت از مصنوعات داخلی و مخالف گسترش برده‌داری در قلمروهای غربی بود، اما نمی‌خواست با اتخاذ موضع شدید علیه برده‌داری اتحاد ملت را تهدید نماید. وی در کمیتهٔ مخارج دولتی و کمیتهٔ ادارهٔ پُستی و راه‌های پُستی خدمت کرد و مدت زمانی رئیس هر یک از این کمیته‌ها بود. کمیتهٔ ادارهٔ پُستی مرتباً شکایاتی را از ایالت‌های جنوبی در رابطه با ارسال نامه‌های پُستی لغو برده‌داری که در این ایالات داغ بود، دریافت می‌کرد؛ این موضوع تا یک اندازهٔ بحث‌برانگیز بود، زیرا قانون‌گذاران ایالت‌های جنوبی در تلاش ممنوعیت این نوع نامه‌های پُستی بودند. هیلند هال، دوست بریگز که نیز در این کمیته بود، در سال ۱۸۳۶ گزارشی را تهیه کرد که دلایل استفاده شده در این طرح‌های پیشنهادی قانونی را رد کرد، اما کمیته در کل و بعداً مجلس از پذیرش گزارش امتناع کردند. هرچند چنین به نظر می‌رسد که گزارش کاملاً توسط هال نوشته شده باشد، اما ممکن است بریگز در آن سهم گرفته باشد و یکی از امضاءکنندگان نشر گزارش هال در ژورنال عمدهٔ سیاسی نشنال اینتلیجنسر بوده باشد. این سند در راه‌اندازی مباحث بعدی کنگره روی طرح‌های پیشنهادی قانونی در رابطه با ارسال نامه‌های پُستی در حمایت از لغو برده‌داری که هیچ‌یکی از این طرح‌ها هرگز به تصویب نرسید، تأثیرگذار بود. بریگز و هال هر دو در پیشنویس و تصویب قانون ادارهٔ پُستی سال ۱۸۳۶ که حاوی اصلاحات اساسی حساب‌داری در پی سوءمدیریت ویلیام تایلر باری، رئیس کل پُست کشور بود، نقش اساسی داشتند.
بریگز در جریان مدت حضور در کنگره، طرفدار منع مشروبات الکلی بود. در سال ۱۸۳۳ انجمن منع مشروبات الکلی کنگره را تشکیل نمود و در کمیتهٔ اجرائی آن جلوس نمود. در کنوانسیون منع مشروبات الکلی سال ۱۸۳۶ در شهر ساراتوگا اسپرینگز ایالت نیویورک، از اخذ ضمانت کلی مبنی بر پرهیز از استعمال مشروبات الکلی به‌عنوان راهی برای دور ساختن افراد بیش از اضرار الکل دفاع کرد و به‌ویژه چنین ضمانتی را برای توماس اف. مارشال نمایندهٔ کنتاکی، در صحن مجلس نمایندگان آماده ساخت.

## ارجاعات
1. ↑  Richards, p. 15
2. ↑  Richards, pp. 22–23
3. ↑  Richards, pp. 20, 26
4. ↑  Richards, pp. 27–28
5. ↑  Richards, p. 146
6. 1 2  Burns, p. 412
7. ↑  Richards, pp. 33–34
8. ↑  Richards, pp. 39–63
9. ↑  History of Berkshire County, Volume 1, p. 346
10. ↑  Richards, pp. 51, 63, 159, 200
11. ↑  Richards, p. 40
12. ↑  History of Berkshire County, Volume 1, p. 303
13. ↑  Larson, p. 539
14. ↑  Whipple, p. 167
15. ↑  Whipple, p. 171
16. ↑  Larson, p. 540
17. ↑  John (1997), p. 94
18. ↑  John (1997), pp. 94–96
19. ↑  John (1997), pp. 104–105
20. ↑  John (2009), pp. 244–248